# Marty Servo
Marty Servo (* 3. November 1919 in Schenectady, New York, USA als Mario Severino; † 9. Februar 1969) war ein US-amerikanischer Boxer. Im Jahre 1946 trug er den universellen Weltmeistertitel im Weltergewicht und fand 1989 Aufnahme in die World Boxing Hall of Fame.